# Hideto Nakano
Pour les articles homonymes, voir Nakano (homonymie).
Hideto Nakano est un karatéka japonais surtout connu pour avoir remporté le titre de champion du monde en kumite individuel masculin moins de 60 kilos aux championnats du monde de karaté 1986 organisés à Sydney, en Australie.

## Résultats
| Résultat          | Date          | Épreuve                   | Catégorie | Compétition                | Ville hôte           |
| ----------------- | ------------- | ------------------------- | --------- | -------------------------- | -------------------- |
| Médaille d'or     | 1986          | Kumite individuel - 60 kg | Seniors   | Championnats du monde 1986 | Sydney, en Australie |
| Médaille d'argent | Novembre 1990 | Kumite individuel - 60 kg | Seniors   | Championnats du monde 1990 | Mexico, au Mexique   |